# Pernilla
Pernilla ist ein weiblicher Vorname. Er leitet sich von französisch Pernelle, italienisch Petronella bzw. lateinisch Petronilla ab und ist vor allem in Schweden vorzufinden. In Dänemark und Norwegen ist die Form Pernille verbreitet.

## Namensträgerinnen
- Pernilla Andersson (* 1974), schwedische Singer-Songwriterin, Pianistin und Produzentin
- Pernilla August (* 1958), schwedische Schauspielerin und Filmregisseurin
- Pernilla Karlsson (* 1990), finnische Sängerin
- Pernilla Larsson (* 1976), schwedische Fußballschiedsrichterin
- Pernilla Mendesová (* 1994), tschechische Tennisspielerin
- Pernilla Ohrstedt (* 1980), schwedische Architektin
- Pernilla Stalfelt (* 1962), schwedische Kinderbuchillustratorin und -autorin
- Pernilla Wahlgren (* 1967), schwedische Sängerin
- Pernilla Wiberg (* 1970), schwedische Skirennläuferin
- Pernilla Winberg (* 1989), schwedische Eishockeyspielerin